# Lombok
Lombok är en ö bland Sundaöarna  i Västra Nusa Tenggara-provinsen i Indonesien öster om Bali. Öns yta är ungefär 4 750 km2 och där lever 3,2 miljoner invånare (2010). Ön är bergig och den aktiva vulkanen Rinjani, som är öns högsta punkt, når 3 726 m ö.h..  Huvudorten heter Mataram.

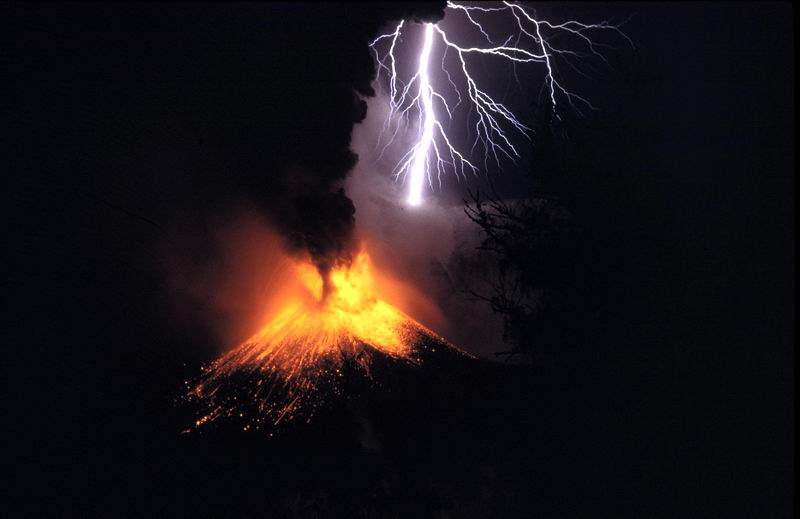
Rinjani, vulkanutbrott
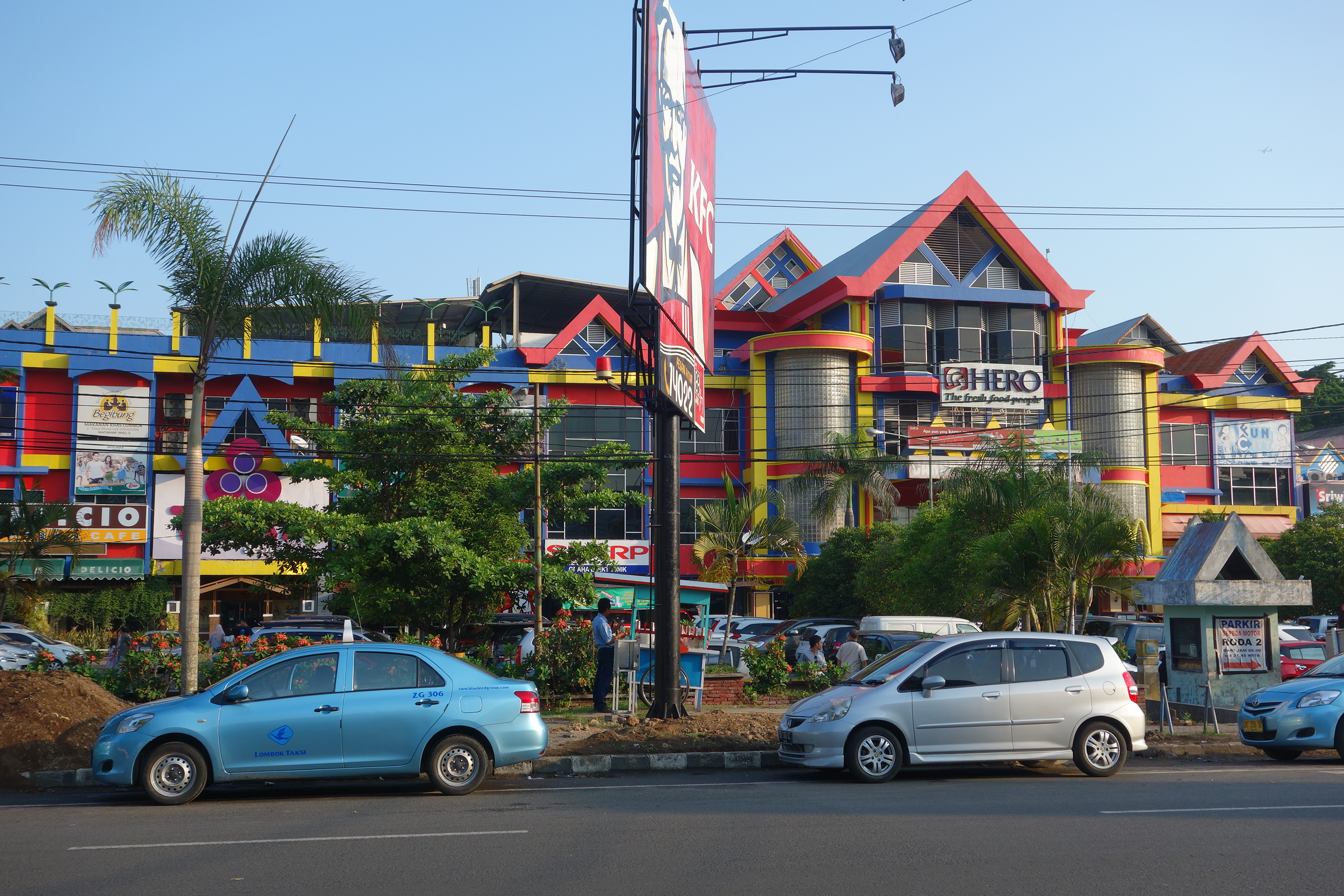
Mataram